# Меркюроль-Вон
Меркюроль-Вон (фр. Mercurol-Veaunes) — муніципалітет у Франції, у регіоні Овернь-Рона-Альпи, департамент Дром. Меркюроль-Вон утворено 1 січня 2016 року шляхом злиття муніципалітетів Меркюроль i Вон. Адміністративним центром муніципалітету є Меркюроль. Населення — 2841 особа (01.01.2021).